# Мелесовка
Мелесовка (укр. Мелесівка) — село в Золотоношском районе Черкасской области, Украины. Население — 516 человек (на 2001 год).
Мелесовка расположена в 7 км северо-западнее районного центра — города Золотоноша на высохшей речке Иржавец и в 40 км от областного центра — города Черкассы.
Село Мелесовка входит в состав Новодмитриевского сельского совета.

## История
В названии села сохранилась фамилия казака Мелес, который первым поселился здесь в первой половине XVIII века. Сначала осада имела два названия: Мелесов хутор (1748 год) — «К Мелясовому хутору на Ржавце ...» и Иржавский хутор (1763 год). Выдающимся человеком из рода Мелесов был Федор Мелес.
Долгое время Мелесовка была феодально зависима. Согласно описанию Киевского наместничества 70—80-х годов XVIII века село, насчитывала 85 жителей, принадлежало бунчукового товарищ Дмитрию Билуси (1787 год).
На рубеже XIX и XX веков село делилось на две части: Старая и Новая Мелесовка из 129 жителями.
Есть на карте 1869 года.
По состоянию на 1922 год проживало 385 человек в 85 хозяйствах. Крестьяне имели 342 десятин земли.

## Современный период
Сейчас в Мелесовке функционируют библиотека, учебно-воспитательный комплекс «школа — детский сад».